# Konwencja o arbitrażu i koncyliacji
Konwencja o arbitrażu i koncyliacji w ramach KBWE (ang. Convention on Conciliation and Arbitration within the OSCE) – sporządzona w Sztokholmie 15 grudnia 1992 r., do rozwiązywania sporów międzynarodowych przewiduje powoływanie komisji pojednawczych i trybunałów arbitrażowych tworzonych dla każdego sporu. Pojednawcy i arbitrzy stanowią łącznie Sąd Koncyliacyjny i Arbitrażowy (Court ot Conciliation and Arbitration) nie będący  stałym organem (podobnie jak Stały Trybunał Arbitrażowy). Biuro Sądu składa się z prezesa, wiceprezesa i 3 pozostałych członków. Wybierają ich spośród swego grona członkowie Sądu. Jeżeli Prezesem zostanie wybrany arbiter, wiceprezes jest wybierany spośród pojednawców i na odwrót.
Siedzibą Sądu jest Genewa.
Każde z państw-stron mianuje dwóch pojednawców (ang. conciliators), z których przynajmniej jeden musi być obywatelem tego państwa, drugi może być obywatelem innego państwa uczestniczącego w KBWE. Kadencja 6 lat, z możliwością odnowienia, bez możliwości odwołania prócz rezygnacji na własną prośbę lub niezdolności do uczestnictwa w posiedzeniach, wówczas mianowany jest nowy pojednawca do końca kadencji poprzednika. Kandydat powinien sprawować wyższe stanowiska państwowe lub międzynarodowe i posiadać uznane kwalifikacje w zakresie prawa międzynarodowego, stosunków
międzynarodowych lub rozstrzygania sporów.
Każde z  państw-stron mianuje arbitra (arbitrator) i jego zastępcę, mogą być obywatelami tego państwa lub innego uczestniczącego w KBWE. Kadencja 6 lat z możliwością jednokrotnego odnowienia, bez możliwości odwołania. Kandydat powinien mieć kwalifikacje wymagane w jego państwie przy mianowaniu na najwyższe stanowiska w wymiarze sprawiedliwości bądź być prawnikiem o uznanej powszechnie kompetencji w zakresie prawa międzynarodowego.
Pojednawcy i arbitrzy uczestniczą w sprawie do jej zakończenia, nawet mimo upływu kadencji w trakcie rozpatrywania. Dopuszczalne jest powoływanie osób spoza listy jeśli spełniają warunki stawiane dla kandydatów. 
Każde państwo-strona może przedłożyć Komisji Pojednawczej jakikolwiek spór z innym państwem-stroną, który nie został rozstrzygnięty w wyniku negocjacji prowadzonych w odpowiednio długim czasie. Każda strona sporu wyznacza z listy jednego pojednawcę, Biuro Sądu wyznacza 3 pozostałych, może zwiększyć
lub zmniejszyć tę liczbę, tak by zawsze była nieparzysta. Komisja wybiera przewodniczącego spośród członków wyznaczonych przez Biuro. Strony sporu mają 30 dni na powiadomienie czy proponowane przez Komisję rozwiązanie je zadowala. 
Wniosek o wszczęcie postępowania przed Trybunałem Arbitrażowym może zostać wniesiony w dowolnym terminie za porozumieniem dwóch lub więcej stron  konwencji bądź jednego lub kilku stron konwencji i jednego lub kilku Państw uczestniczących w KBWE. Strony konwencji mogą, przekazując powiadomienie skierowane do depozytariusza w dowolnym terminie, zadeklarować, iż uznają za obowiązujące, ipso facto i bez specjalnego porozumienia, orzeczenie Trybunału na zasadzie wzajemności. Deklaracja ta wydana może być bez ograniczeń czasowych
bądź na określony czas, może obejmować wszystkie spory bądź wyłączać spory dotyczące integralności terytorialnej państwa, jego obrony narodowej, suwerennych praw do terytorium lądowego bądź współroszczeń o zwierzchnictwo nad innymi obszarami.
Arbitrzy wyznaczeni przez strony w związku ze sporem są z urzędu członkami Trybunału. Biuro wyznacza spośród arbitrów zespół członków Trybunału tak, by łączna liczba wyznaczonych przez Biuro przewyższała o jedną osobę liczbę członków z urzędu. Trybunał wybiera przewodniczącego 
spośród członków wyznaczonych przez Biuro. Każdy członek Trybunału jest upoważniony do zgłoszenia votum separatum. Orzeczenie Trybunału jest ostateczne, ma moc wiążącą między stronami sporu i w odniesieniu do sprawy, której dotyczy. Podanie o rewizję orzeczenia może zostać wniesione jedynie na podstawie ujawnienia nowych faktów o decydującym znaczeniu, które w chwili wydawania nie były znane Trybunałowi i stronie lub stronom sporu wnoszącym o przeprowadzenie rewizji. Możliwość ta ulega przedawnieniu 6 miesięcy po odkryciu takiego faktu i 10 lat po wydaniu orzeczenia, podobnie jak w postępowaniu przed MTS.
Depozytariuszem konwencji jest rząd Szwecji (art. 33).
Język autentyczny: angielski, francuski, niemiecki, włoski, rosyjski i hiszpański (art. 39).
Zgodnie z art. 36 każde państwo-strona może w dowolnym terminie wypowiedzieć konwencję, powiadamiając depozytariusza. Wypowiedzenie nabiera mocy po upływie roku od daty otrzymania powiadomienia, konwencja jednak w dalszym ciągu obowiązuje stronę wypowiadającą w odniesieniu do postępowań prowadzonych w chwili wejścia w życie wypowiedzenia. Postępowania takie będą prowadzone do ich zakończenia.